# Sean Pertwee
Sean Pertwee (nacido el 4 de junio de 1964) es un actor británico, hijo del también actor Jon Pertwee y su segunda esposa Ingeborg Rhoesa.

## Primeros años
Pertwee nació en Londres, hijo de Ingeborg Rhoesa y Jon Pertwee, que interpretó a la tercera encarnación del Doctor en la serie de televisión Doctor Who. Se mudaron a Stockton-on-Tees cuando Pertwee tenía doce años. Posteriormente asistió a la Teddington School en Londres.

## Carrera
A principios de los 80, Pertwee actuó como el capitán Fitzpatrick en la obra The History of Tom Jones, a Foundling, basada en la novela de Henry Fielding. Tras abandonar el Sunbury College, Pertwee asistió a la Bristol Old Vic Theatre School y, tras graduarse en 1986, estuvo de gira con la Royal Shakespeare Company durante tres años. Fue copropietario de la productora Natural Nylon junto a Sadie Frost, Jude Law, Jonny Lee Miller y Ewan McGregor. La compañía cesó su actividad en 2003.
Pertwee apareció en la película de 2008 Doomsday como el doctor Talbot. Su voz puede ser escuchada frecuentemente en variedad de anuncios de televisión, documentales y videojuegos, incluyendo Medieval: Total War, Killzone (como el Gregor Hakha), Killzone 2 (como el coronel Mael Radec) o Fire Warrior (como el gobernador Severus). También es la voz del anuncio turístico del Nordeste de Inglaterra que comenzó a emitirse en 2009. También es el narrador de Masterchef: The Professionals, en reemplazo de India Fisher desde el 7 de noviembre de 2011.
Sean actuó en Devil's Playground, una película de terror zombi dirigida por Mark McQueen. Actúa junto a Danny Dyer, Jaime Murray, Janet Montgomery y Craig Fairbrass. La película fue lanzada en octubre de 2010. Pertwee también apareció en otra película sobre zombis, The 4th Reich que rodó en 2010, dirigida por Shaun Smith.
Además de participar en la Serie Gotham emitida desde 2014 hasta 2019, creada por Bruno Heller
Más recientemente, Sean trabajó para BBC Radio 4 interpretando al actor Oliver Reed en la obra Burning Both Ends de Matthew Broughton.

## Vida privada
Pertwee es hermano de Dariel Pertwee, nieto del actor y guionista Roland Pertwee, y pariente lejano de Bill Pertwee. Se casó con la maquilladora Jacqui Hamilton-Smith, hija de Anthony Hamilton-Smith, el 12 de junio de 1999 en la House of Lords. Jacqui dio a luz gemelos, Alfred y Gilbert, en Navidad de 2001 ambos prematuros; Gilbert murió en abril de 2002. La familia vive en Stockwell.

## Filmografía
| Año         | Título                                         | Papel                                                                                                |
| Cine        | Cine                                           | Cine                                                                                                 |
| ----------- | ---------------------------------------------- | --- |
| 1991        | Coping with Cupid                              | |
| 1991        | London Kills Me                                | |
| 1992        | Leon the Pig Farmer                            | |
| 1993        | Dirty Weekend                                  | |
| 1993        | Rebeldes del swing                             | |
| 1994        | Shopping                                       | |
| 1995        | Blue Juice                                     | |
| 1995        | I.D.                                           | |
| 1996        | Deadly Voyage                                  | |
| 1997        | Event Horizon                                  | |
| 1998        | Soldier                                        | |
| 1998        | Tale of the Mummy                              | |
| 1998        | Stiff Upper Lips                               | |
| 1999        | Five Seconds to Spare                          | |
| 2000        | Love, Honour and Obey                          | |
| 2000        | Seven Days to Live                             | |
| 2001        | The 51st State                                 | |
| 2002        | Equilibrium                                    | |
| 2002        | Dog Soldiers                                   | |
| 2005        | Goal!                                          | |
| 2005        | The Adventures of Greyfriars Bobby             | |
| 2005        | The Prophecy: Uprising                         | |
| 2005        | The Last Drop                                  | |
| 2006        | Renacimiento                                   | |
| 2006        | Wilderness                                     | |
| 2007        | Dangerous Parking                              | |
| 2007        | Goal II: Living the Dream                      | |
| 2007        | When Evil Calls                                | |
| 2007        | Botched                                        | |
| 2008        | Doomsday                                       | |
| 2008        | Crónicas mutantes                              | |
| 2010        | 4.3.2.1                                        | |
| 2010        | Just for the Record                            | |
| 2010        | Ultramarines: Una película de Warhammer 40,000 | |
| 2010        | Devil's Playground                             | |
| 2010        | Heaven and Earth                               | |
| 2010        | The 4th Reich                                  | |
| 2011        | Four                                           | |
| 2011        | Wild Bill                                      | |
| 2012        | The Seasoning House                            | |
| 2012        | Vuosaari                                       | |
| 2012        | St Georges Day                                 | |
| 2013        | U.F.O. (2013)                                  | |
| 2013        | Alan Partridge: Alpha Papa                     | Steve Stubbs                                                                                         |
| 2020        | The Reckoning                                  | Moorcroft                                                                                            |
| Televisión  |                                                | |
| 1975        | Billy Smart's Children's Circus                | |
| 1986        | Boon                                           | episodio "Whispering Grass"                                                                          |
| 1989        | Agatha Christie's Poirot                       | Ronnie Oglander (The King of Clubs) / Sir George Stubbs (Dead Man's Folly). (2 episodios, 1989-2013) |
| 1990        | Chancer                                        | |
| 1990        | Harry Enfield's Television Programme           | |
| 1991        | Clarissa                                       | John Belford                                                                                         |
| 1992        | Virtual Murder                                 | episodio "Dreams Imagic"                                                                             |
| 1992        | Las aventuras del joven Indiana Jones          | episodio "Germany"                                                                                   |
| 1992        | Kissing the Gunner's Daughter                  | |
| 1992        | A Touch of Frost                               | |
| 1993        | Peak Practice                                  | episodio "Hope to Die"                                                                               |
| 1994        | Cadfael                                        | |
| 1997        | Bodyguards                                     | |
| 1998        | Macbeth                                        | |
| 2000        | Operation Good Guys                            | episodio "The Leader"                                                                                |
| 2000        | In the Beginning                               | |
| 2001 - 2003 | Cold Feet                                      | |
| 2003        | Waking the Dead                                | |
| 2003        | Bo' Selecta!                                   | Él mismo                                                                                             |
| 2005        | A Bear's Tail                                  | Él mismo                                                                                             |
| 2006        | The Moving Finger                              | |
| 2006        | Ancient Rome: The Rise and Fall of an Empire   | Julio César                                                                                          |
| 2007        | Los Tudor                                      | |
| 2008        | Honest                                         | sargento Bain                                                                                        |
| 2008        | Skins                                          | |
| 2007        | Law & Order: UK                                | |
| 2010        | Luther                                         | |
| 2011        | Camelot                                        | |
| 2013        | Dead Man's Folly                               | |
| 2013        | Crimen en el paraíso                           | [ 5 ]                                                                                                |
| 2013        | Elementary                                     | |
| 2013        | The Five(ish) Doctors Reboot                   | |
| 2014        | The Musketeers                                 | Sarazin                                                                                              |
| 2014—2019   | Gotham                                         | Alfred Pennyworth                                                                                    |
| 2023        | You                                            | Vincent "Vic"                                                                                        |

### Videojuegos
- The Gene Machine (1996) - Piers Featherstonehaugh
- Medieval: Total War (2002) - Narrador
- Primal (2003) - Jared
- Warhammer 40,000: Fire Warrior (2003) - Gobernador Severus
- Gladiator: Sword of Vengeance (2003) - Invictus Thrax
- Killzone (2004) - Coronel Gregor Hakha
- Fable II (2008) - voces adicionales
- Killzone 2 (2009) - Coronel Mael Radec
- Fable III (2011) - Capitán Saker
- PlayStation All-Stars Battle Royale (2012) - Coronel Mael Radec